# Львов Віктор Костянтинович
Віктор Костянтинович Львов (Дмитро Ксенофонтович Савчук) (21 вересня 1898, село Повіття Кобринського повіту Гродненської губернії, тепер Кобринського району Брестської області, Білорусь — 25 грудня 1976, місто Москва, тепер Російська Федерація) — радянський державний діяч, народний комісар машинобудування СРСР. Депутат Верховної ради РРФСР 1-го скликання.

## Життєпис
Народився в селянській родині Ксенофонта Савчука. З 1912 до 1915 року наймитував у заможних селян Волинської губернії. З 1915 до 1917 року наймитував у Московській губернії.
З грудня 1917 до грудня 1919 року — в Червоній армії: червоноармієць, командир загону. Учасник громадянської війни на Поволжі, Кавказі та в Туркестані.
Член РКП(б) з серпня 1918 року.
У грудні 1919 — червні 1920 року — курсант 1-х Саратовських командирських курсів РСЧА в місті Саратові.
З червня 1920 року — командир взводу, потім командир роти та батальйону РСЧА.
У 1924—1926 роках — курсант Об'єднаної військової школи імені Леніна в місті Ташкенті.
У 1926—1927 роках — помічник начальника штабу полку із оперативної частини; служив в окремому 48-му дивізіоні ОДПУ в місті Махачкалі.
У вересні 1927 — серпні 1929 року — ад'ютант начальника Управління прикордонної охорони та військ ОДПУ Північно-Кавказького краю.
У 1929—1933 роках — студент спочатку Ленінградського гірничого інституту, а потім Ленінградського індустріального інституту. Здобув спеціальність інженер-металург.
У квітні 1933 — вересні 1934 року — помічник майстра, майстер, начальник цеху заводу «Красный путиловец» у Ленінграді.
З вересня 1934 до грудня 1935 року — в закордонному відрядженні в Бельгії.
У грудні 1935 — липні 1937 року — начальник мартенівського цеху, в липні — вересні 1937 року — головний металург заводу «Красный путиловец» (Кіровського заводу) в Ленінграді.
У вересні 1937 — січні 1938 року — секретар партійного комітету заводу «Красный путиловец» (Кіровського заводу) в Ленінграді.
У січні — липні 1938 року — директор заводу «Красный путиловец» (Кіровського заводу) в Ленінграді.
16 липня 1938 — 5 лютого 1939 року — народний комісар машинобудування СРСР. З жовтня 1938 до березня 1939 року не працював через хворобу, яку отримав внаслідок нещасного випадку на Коломенському машинобудівному заводі Московської області. 
У квітні 1939 — грудні 1942 року — заступник директора з металургії Науково-дослідного інституту (НДІ—13) Народного комісаріату озброєння СРСР у Ленінграді.
У грудні 1942 — вересні 1944 року — директор заводу № 188 Народного комісаріату озброєння СРСР у місті Новосибірську.
У вересні 1944 — жовтні 1946 року — директор заводу № 75 Народного комісаріату озброєння СРСР у Юрга Кемеровської області.
У жовтні 1946 — січні 1947 року — заступник начальника мартенівського цеху Кіровського заводу в Ленінграді.
У січні 1947 — січні 1950 року — уповноважений і начальник технічного відділу Міністерства транспортного машинобудування СРСР в Радянській окупаційній військовій адміністрації в Німеччині.
У січні 1950 — січні 1954 року — директор Всесоюзного проєктно-технологічного інституту «Оргтрансмаш» Міністерства транспортного машинобудування СРСР у Москві.
У січні 1954 — лютому 1956 року — директор заводу дорожніх машин у Москві.
У лютому 1956 — лютому 1957 року — директор Всесоюзного проєктно-технологічного інституту Міністерства  будівельного та дорожнього машинобудування СРСР у Москві.
З лютого 1957 (або квітня 1958) року — персональний пенсіонер союзного значення в Москві.
Помер 25 грудня 1976 року в Москві. Похований на Ніколо-Архангельському цвинтарі Москви.

## Родина
Дружина — Львова (Ротенберг) Маргарита Павлівна (1908, Харків — 1997, Москва).
Син — Львов Володимир Вікторович (1937, Ленінград — 2009, Москва), критик, перекладач, член Спілки письменників Москви.

## Звання
- майор-інженер

## Нагороди і відзнаки
- орден Трудового Червоного Прапора